# Río Barito
El río Barito  (en indonesio: Sungai Barito) es un largo río de Indonesia que discurre por la parte meridional de la isla de Borneo, uno de los mayores de la isla, y también de los ríos más largos localizados en una isla en el mundo (el mayor, en la misma isla, es el río Kapuas). Tiene una longitud de 890 km, que lo convierten en el segundo río del país, tras el ya mencionado río Kapuas.
El río nace en la cordillera Muller, desde donde fluye hacia el sur hasta desembocar en el mar de Java. Su principal afluente es el río Martapura, que pasa a través de la ciudad de Banjarmasin. Administrativamente, discurre en su mayoría por la provincia de Borneo Central, aunque durante un tramo forma el límite con Borneo Meridional, donde entra en su tramo final.